# فرنسيس مالوري
فرنسيس مالوري (بالإنجليزية: Francis Mallory)‏ هو ضابط وسياسي أمريكي، ولد في 12 ديسمبر 1807 في الولايات المتحدة، وتوفي في 26 مارس 1860 في نفس البلد. حزبياً، نشط في حزب اليمين. وقد انتخب عضو مجلس نواب الولايات المتحدة عن ولاية فرجينيا وانتخب عضو مجلس النواب الأمريكي.